# فنيلية منبسطة الورق
فَنِيلِيَة  أو وَنِيلِيَة مُنبسِطَة الورق أو خرنوب أمريكا هي نوع من جنس فنيلية. مهدها المكسيك وبليز. إنه أحد المصادر الأساسية لمُطَعّم الفنيلية بسبب محتواه العالي من الوَنِّيلين.

## الوصف
أوراقها معنقة متعاقبة منبسطة الصفحة قلبية النصل. حوالقها دقيقة مستطيلة تُقابل الأوراق.

### الزهور

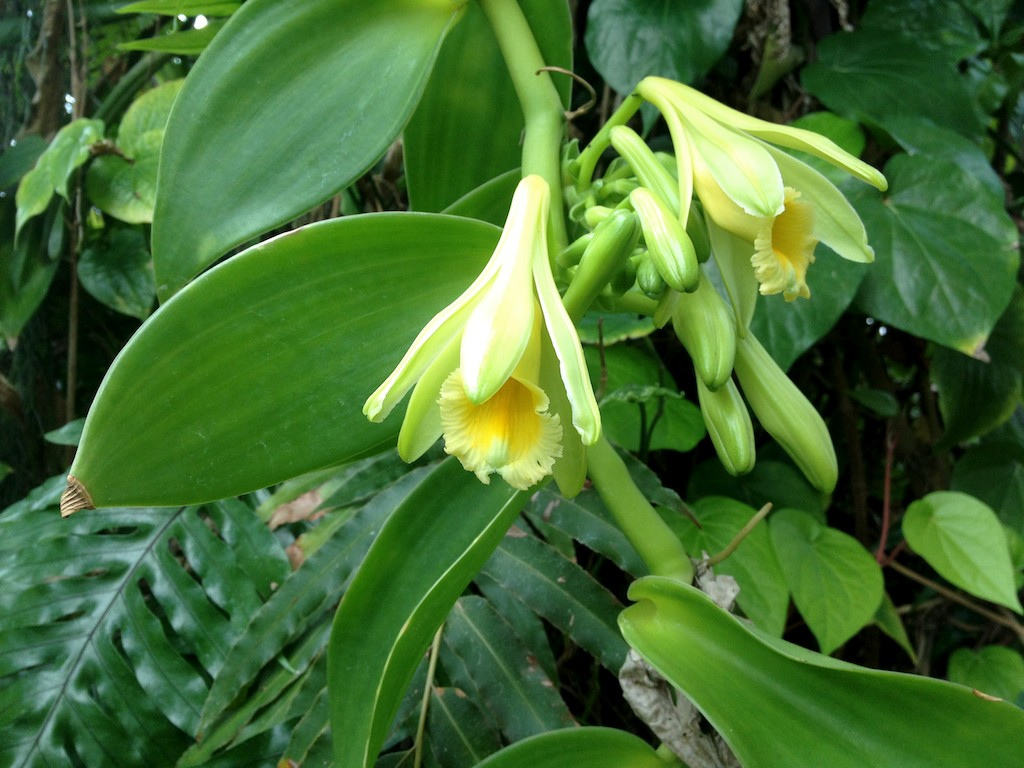
زهرة الفنيلية منبسطة الورق

ازهرارها عنقودي التجميع محوري الارتكاز. الزهور صفراء مخضرة ، ويبلغ قطرها 5 سم. تدوم يومًا واحدًا فقط ، ويجب تأبيرها يدويًا خلال الصباح ، إذا كانت الثمار مطلوبة. النباتات ذاتية الإخصاب ، والتلقيح يتطلب ببساطة نقل حبوب اللقاح من السداة إلى الميسم. إذا لم يحدث التلقيح تسقط الزهرة في اليوم التالي. فرصة تأبيرها في البرية لا تتجاوز 1٪، لذا من أجل الحصول على الثمار يجب تنبيغ عند زراعتها في المزارع.

### الثمار
الثمار تُنتج في النباتات الناضجة فقط التي تطول 3 أمتار. الثمرة تطول من 15 إلى 23 سم ولها شكل القرون الطويلة أو يُقال هي سنفية الشكل، تشبه الوز الصغير. تنضج بعد نحو خمسة أشهر وعند هذه النقطة تُحصط وتُجَفَّف. يعالج التخمر ويجفف القرون مع تقليل فقدان الزيوت الأساسية . يُحصل على مستخلص الفنيلية من هذا الجزء من النبات.